# Distipsidera
Distipsidera is een geslacht van kevers uit de familie van de loopkevers (Carabidae). De wetenschappelijke naam van het geslacht is voor het eerst geldig gepubliceerd in 1837 door Westwood.

## Soorten
Het geslacht Distipsidera omvat de volgende soorten:
- Distipsidera eungellae McCairns, Freitag, Rose & McDonald, 1997
- Distipsidera flavicans (Chaudoir, 1854)
- Distipsidera flavipes Macleay, 1887
- Distipsidera grutii Pascoe, 1862
- Distipsidera hackeri Sloane, 1906
- Distipsidera mastersii Macleay, 1871
- Distipsidera obscura Sloane, 1909
- Distipsidera papuana Gestro, 1879
- Distipsidera parva Macleay, 1887
- Distipsidera sericea Mj?berg, 1916
- Distipsidera undulata Westwood, 1837
- Distipsidera volitans Macleay, 1863